# 샹셀 음벰바
샹셀 망굴루 음벰바(프랑스어: Chancel Mangulu Mbemba, 1994년 8월 8일 ~ )는 리그 1 클럽 마르세유와 콩고 민주 공화국 국가대표팀에서 센터백으로 활약하고 있는 콩고 민주 공화국의 프로 축구 선수이다.
음벰바는 그의 프로 커리어를 시작했고, 그의 데뷔 시즌인 2013-14 시즌에 벨기에 프로 리그에서 우승했다. 1년 후, 그는 프리미어 리그에서 뛰었던 뉴캐슬 유나이티드로 이적했고 2017년 챔피언십에서 우승했다. FC 포르투에서 4년 동안, 그는 2020년과 2022년에 프리메이라리가와 타사 드 포르투갈 더블을 차지했다.
2012년부터 콩고 민주 공화국의 국가대표로 활약하고 있는 음벰바는 60번 이상의 국가대표 경기에 출전했고 4번의 아프리카 네이션스컵 대회에서 국가대표로 출전했고, 2015년에는 3위를 차지했다.

## 어린 시절
음벰바는 킨샤사에서 9명의 자녀가 있는 가정에서 자랐다. 그의 어머니 앙투아네트는 콩고 민주 공화국을 대표했던 전 농구 선수였다.
2013년 CNN의 보도에 따르면 음벰바는 1988년부터 1994년까지 네 개의 다른 생년월일을 기록하고 있으며, 선수 스스로는 그가 1990년에 태어났다고 말했다. 콩고 축구 협회 연맹의 익명의 회원은 그의 생년월일이 1991년으로 변경되어 23세 이하의 선수여야 하는 2012년 올림픽 출전권을 얻었다고 말했다. 뉴캐슬로 이적한 그는 1994년생이며 법의학적 증거가 있다고 말했다.

## 클럽 경력

### 뉴캐슬 유나이티드
2015년 7월 26일 프리미어리그의 뉴캐슬 유나이티드는 음벰바의 영입을 발표했다. 4일 후, 그는 클럽과 5년 계약을 맺었다. 그는 프리미어리그 시즌 첫 날인 8월 9일 사우샘프턴과의 홈 경기에서 2-2 무승부를 시작으로 데뷔 전을 치렀다.
그는 2017년 5월 7일, 3-0으로 이긴 반즐리와의 안방 경기에서 팀의 유일한 골을 넣었고, 같은 날 뉴캐슬은 강등 1년 만에 EFL 챔피언십 우승을 차지했다.

### 마르세유
2022년 7월 15일, 음벰바는 마르세유와 자유 이적으로 3년 계약을 체결했다. 그는 8월 7일 랭스와의 홈 경기에서 4-1 승리로 리그 1 시즌을 시작하면서 데뷔 전을 치렀고, 8월 20일 스타드 벨로드롬에서 열린 낭트와의 경기에서 3번째 경기에서 첫 골을 넣으며 2-1 승리의 포문을 열었다. 9월 7일, 그는 토트넘 홋스퍼와의 UEFA 챔피언스리그 경기에서 손흥민에게 프로 파울을 범해 2-0으로 패한 경기에서 퇴장당했다.

## 국가대표팀 경력
음벰바는 2012년 6월 17일 킨샤사의 스타드 데 마르티레스에서 열린 세이셸과의 2013년 아프리카 네이션스컵 예선 전에서 3-0으로 이긴 경기에서 콩고 민주 공화국 국가대표팀 데뷔 전을 치렀다. 그는 클로드 르 로이의 결승 전 미사용 선수였다. 그는 적도 기니에서 열린 2015년 아프리카 네이션스컵에서 3위를 차지한 선수단의 일원이었고, 승부차기에서 주최국을 제치고 동메달을 획득했다.
2015년 10월 13일, 음벰바는 벨기에 비제에서 열린 가봉과의 친선 경기에서 장거리골을 기록하며 첫 국제 경기 골을 기록했고, 2017년과 2019년에는 아프리카 네이션스컵에 출전하기도 했는데, 이집트에서 열린 후자의 대회에서는 마다가스카르와의 16강전에서 후반 헤딩골을 기록했지만, 팀은 승부차기에서 패했다.